# Ali Fathy
Ali Fathy (Cairo, 2 de janeiro de 1992) é um futebolista profissional egípcio que atua como defensor.

## Carreira
Ali Fathy integrou do elenco da Seleção Egípcia de Futebol da Olimpíadas de 2012.